# 玄奘故居
玄奘故居位于河南省偃师市缑氏镇陈河村。2008年6月，河南省人民政府以玄奘故里之名，将之列入第五批河南省文物保护单位。
玄奘故居分前后两个院落，前院有东、西厢房和厅堂，西厢房展示玄奘印度取经和所翻译的经卷。东厢房为玄奘母亲居室，后院慈恩堂为玄奘祖父、祖母居室。

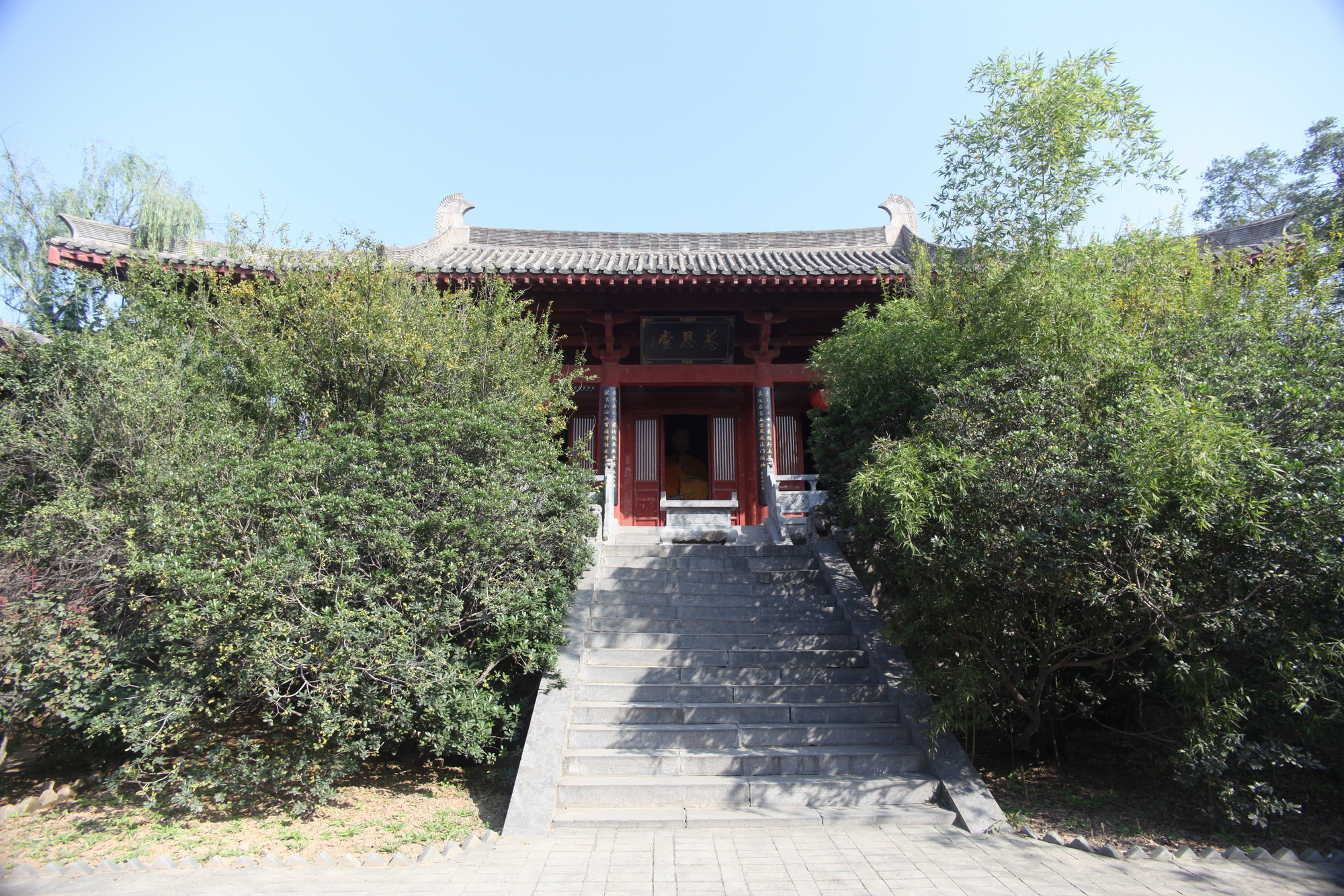
玄奘故居慈恩堂